# Верховна автономна російсько-румунська колегія
Верховна автономна російсько-румунська колегія у румунських та бессарабських справах — спеціальний орган, створений Раднаркомом РСФРР 28 січня 1918 для боротьби проти румунських військ, які окупували Бессарабію, здійснення в Румунському королівстві пролетарської революції, а також боротьби з Українською Центральною Радою. До колегії входили представники РНК РСФРР, Румчероду, Румунського соціал-демократичного комітету дії і секції румунських соціал-демократів Одеси: М.Брашован, А.Желєзняков, М.Бужор, Л.Рузер, В.Юровський та ін. Голова — Х.Раковський. Центром діяльності колегії стала Одеса.
Для здійснення збройного повстання в Румунії і розгрому її військ у Бессарабії за розпорядженням В.Леніна до Одеси на початку лютого 1918 було направлено війська на чолі з М. А. Муравйовим, які підпорядковувалися колегії. Вступ австро-німецьких військ на територію України в лютому 1918 (див. Австро-німецьких військ контроль над територією України 1918) і негативне ставлення УЦР до діяльності колегії на півдні України змусило її відмовитися від спроб перенести «полум'я революції» в Румунію. Х.Раковський розпочав переговори з представниками країн Антанти і румунським урядом. 26 лютого 1918 радянські війська завдали поразки румунським під містечком Рибніца (нині місто, Молдова), і прем'єр-міністр Румунії А.Авереску прийняв умови радянської сторони: вивід румунських військ з Бессарабії і визнання суверенітету РСФРР над цим регіоном. Радянсько-румунська угода була укладена під час переговорів 5–9 березня 1918. Однак у зв'язку з відступом радянських військ і колегії спочатку до Миколаєва, а потім взагалі з України під тиском австро-німецьких частин договір не набрав чинності. 29 березня 1918 колегія була ліквідована.